# Mari Români

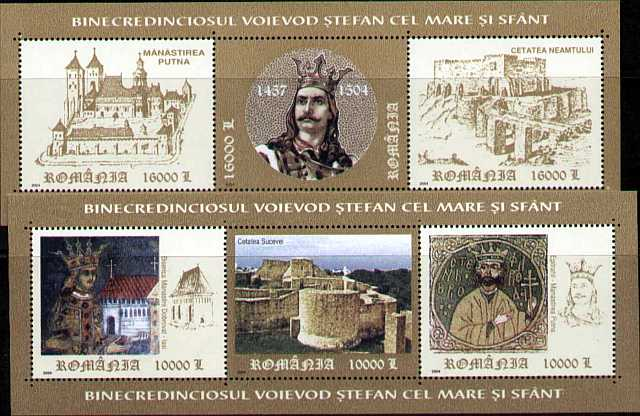
Ștefan cel Mare - francobollo del 2004

Mari Români (grandi romeni) è uno spin-off, della Televiziunea Română, dal 100 Greatest Britons, del 2002 della British Broadcasting Corporation. Nel 2006 venne intrapresa l'idea di stilare una classifica dei 100 grandi romeni di tutti i tempi. Venne proclamato il 21 ottobre il più grande romeno Ștefan cel Mare.

## 1–100
1. Ștefan cel Mare (1433–1504), voivoda della Moldavia
2. Karl I. (1839–1914), primo Re
3. Mihai Eminescu (1850–1889), poeta
4. Mihai Viteazul (1558–1601), voivoda della Valcchia, Transilvania
5. Richard Wurmbrand (1909–2001), prete luterano
6. Ion Antonescu (1882–1946), presidente del Governo e generale
7. Mircea Eliade (1907–1986), scienziato e filosofo
8. Alexandru Ioan Cuza (1820–1873), patriota
9. Constantin Brâncuși (1876–1957), pittore e fotografo
10. Nadia Comăneci (* 1961), ginnasta
11. Nicolae Ceaușescu (1918–1989), dittatore
12. Vlad III.Drăculea (1431–1476), voivoda della Valacchia
13. George Becali (* 1958), imprenditore
14. Henri Marie Coandă (1886–1972), fisico e ingegnere
15. Gheorghe Hagi (* 1965), calciatore
16. Ion Luca Caragiale (1852–1912), scrittore
17. Nicolae Iorga (1871–1940), storico
18. Constantin Brâncoveanu (1654–1714), governatore della Valacchia
19. George Enescu (1881–1955), compositore
20. Gregorian Bivolaru (* 1952), insegnante di yoga
21. Mirel Rădoi (* 1981), calciatore
22. Corneliu Zelea Codreanu (1899–1938), politico
23. Nicolae Titulescu (1882–1941), politico
24. Ferdinand I. (1865–1927), re
25. Michael I. (1921–2017), re
26. Decebalus († 106), re
27. Traian Băsescu (* 1951), presidente
28. Gheorghe Mureșan (* 1971), cestista
29. Ion I. C. Brătianu (1864–1927), politico
30. Răzvan Lucescu (* 1969), calciatore
31. Nicolae Paulescu (1869–1931), fisiologo
32. Iuliu Maniu (1873–1953), politico
33. Iuliu Hossu (1885–1970), cardinale
34. Emil Cioran (1911–1995), filosofo
35. Avram Iancu (1824–1872), patriota
36. Burebista (111 v. Chr.–44 v. Chr.), re
37. Marie von Edinburgh (1875–1938), regina
38. Petre Țuțea (1902–1991), filosofo
39. Corneliu Coposu (1914–1995), politico
40. Aurel Vlaicu (1882–1913), pioniere dell'aviazione
41. Iosif Trifa (1888–1938), prete
42. Nichita Stănescu (1933–1983), poeta
43. Ion Creangă (1839–1889), scrittore
44. Mădălina Manole (1967–2010), musicista
45. Corneliu Vadim Tudor (1949–2015), politico
46. Traian Vuia (1872–1950), pioniere del volo
47. Lucian Blaga (1895–1961), filosofo
48. George Emil Palade (1912–2008), premio Nobel
49. Ana Aslan (1897–1988), medico
50. Adrian Mutu (* 1979), calciatore
51. Florin Piersic (* 1936), attore
52. Mihail Kogălniceanu (1817–1891), politico
53. János Kőrössy (1926–2013), jazzista
54. Dimitrie Cantemir (1673–1723), voivoda
55. Ilie Năstase (* 1946), tennista
56. Gheorghe Zamfir (* 1941), musicista
57. Gică Petrescu (1915–2006), cantante
58. Elisabeta Rizea (1912–2003),
59. Bulă, fiktive Witzfigur
60. Amza Pellea (1931–1983), attore
61. Matthias Corvinus (1443–1490), re
62. Mircea cel Bătrân (1355–1418), voivoda
63. Titu Maiorescu (1840–1917), giurista
64. Toma Caragiu (1925–1977), attore
65. Mihai Trăistariu (* 1976), cantante
66. Andreea Marin (* 1974), presentatore
67. Emil Racoviță (1868–1947), biologo
68. Victor Babeș (1854–1926), patologo
69. Nicolae Bălcescu (1819–1852), storico
70. Horia-Roman Patapievici (* 1957), scrittore
71. Ion Iliescu (* 1930), presidente
72. Marin Preda (1922–1980), scrittore
73. Eugène Ionesco (1909–1994), drammaturgo
74. Dumitru Stăniloae (1903–1993), teologo
75. Alexandru Todea (1912–2002), vescovo
76. Tudor Gheorghe (* 1945), cantante
77. Ion Țiriac (* 1939), tennista
78. Cleopa Ilie (1912–1998), religioso
79. Arsenie Boca (1910–1989), teologo
80. Bănel Nicoliță (* 1985), calciatore
81. Dumitru Cornilescu (1891–1975), prete
82. Grigore Moisil (1906–1973), matematico
83. Claudiu Niculescu (* 1976), calciatore
84. Florentin Petre (* 1976), calciatore
85. Marius Moga (* 1981), cantante
86. Nicolae Steinhardt (1912–1989), scrittore
87. Laura Stoica (1967–2006), cantante
88. Cătălin Hâldan (1976–2000), calciatore
89. Anghel Saligny (1854–1925), ingegnere
90. Ivan Patzaichin (* 1949), canoista
91. Maria Tănase (1913–1963), cantante
92. Sergiu Nicolaescu (1930–2013), attore
93. Octavian Paler (1926–2007), scrittore
94. Eroul necunoscut,
95. Ciprian Porumbescu (1853–1883), compositore
96. Nicu Covaci (* 1947), musicista
97. Dumitru Dorin Prunariu (* 1952), cosmonauta
98. Johann Hunyadi (ca. 1387–1456), statista
99. Constantin Noica (1909–1987), filosofo
100. Badea Cârțan (1849–1911), pastore

## Amari Români
Il giornale Evenimentul Zilei fece un sondaggio per i peggiori romeni (Amari Români - „amari romeni“, un gioco di parole con la parola "mari" "grandi") e questo il risultato:
1. Ion Iliescu
2. Nicolae Ceaușescu
3. George Becali
4. Adrian Năstase
5. Karl II.
6. Michael I.
7. Traian Băsescu
8. Gheorghe Gheorghiu-Dej
9. Elena Ceaușescu
10. Sorin Ovidiu Vântu